# Duplachionaspis graminis
Duplachionaspis graminis är en insektsart som först beskrevs av Green 1896.  Duplachionaspis graminis ingår i släktet Duplachionaspis och familjen pansarsköldlöss. Inga underarter finns listade i Catalogue of Life.